# Lijst van Tweede Kamerleden voor de Bond van Vrije Liberalen
Een overzicht van alle voormalige Tweede Kamerleden voor de Bond van Vrije Liberalen.
| Tweede Kamerlid            | Begindatum        | Einddatum         |
| -------------------------- | ----------------- | ----------------- |
| W.H. de Beaufort           | 21 september 1909 | 26 juni 1917      |
| W.H. de Beaufort           | 19 september 1917 | 1 april 1918      |
| W. Boissevain              | 16 september 1913 | 16 september 1918 |
| H.C. Dresselhuijs          | 14 december 1916  | 15 april 1921     |
| F.J.W. Drion               | 16 september 1913 | 16 september 1918 |
| F.J.W. Drion               | 23 september 1920 | 15 april 1921     |
| P. van Foreest             | 21 september 1909 | 16 september 1918 |
| A.P.C. van Karnebeek       | 21 september 1909 | 15 september 1913 |
| F.M. Knobel                | 16 september 1913 | 16 september 1918 |
| J.W. Niemeijer             | 17 september 1918 | 18 februari 1920  |
| B. Nierstrasz              | 16 september 1913 | 16 september 1918 |
| B. Nierstrasz              | 19 mei 1920       | 5 augustus 1920   |
| A.G.A. van Rappard         | 24 april 1918     | 15 april 1921     |
| J.H.W.Q. ter Spill         | 16 september 1913 | 16 september 1918 |
| M. Tydeman jr.             | 21 september 1909 | 3 november 1916   |
| A.C. Visser van IJzendoorn | 16 september 1913 | 15 april 1921     |
| J. van Vollenhoven         | 16 september 1913 | 16 september 1918 |